# Messier 37
Messier 37 (M37 / NGC 2099) is een open sterrenhoop in het sterrenbeeld Voerman (Auriga). Het hemelobject werd al voor 1654 door Giovanni Batista Hodierna ontdekt. Charles Messier nam het object in 1764 op in zijn lijst van komeetachtige objecten als nummer 37.
M37 staat in het zuiden van het sterrenbeeld Voerman, dicht bij M36 en M38, het bevat meer dan 500 sterren en staat op een afstand van ongeveer 4400 lichtjaar van de Aarde.

## Een robijn in een veld diamanten
Robert Burnham, Jr. in Burnham's Celestial Handbook:
Messier 37 contains at least a dozen red giants. The brightest of these has a visual magnitude of about 9-and-a-half and stands out near the cluster center like a ruby on a field of diamonds.